# Eduardo Pitta
Pour les articles homonymes, voir Pitta.
Eduardo Pitta, né le 9 août 1949 à Lourenço Marques (Mozambique portugais), actuellement Maputo, et mort le 25 juillet 2023 à Torres Vedras (Portugal), est un poète, écrivain, critique et essayiste portugais.

## Biographie
Né Eduardo Gama Cândido Pitta Pereira dans la capitale du Mozambique portugais à Lourenço Marques (actuellement Maputo), Eduardo Pitta y a fait ses études et débuté comme poète, par ses collaborations aux suppléments littéraires[Lesquels ?]. Il a publié son premier livre en 1974, Sílaba a Sílaba, « qui a annoncé une respiration haletante, impatiente et presque agressive », comme l'a écrit Eugénio Lisboa[réf. nécessaire].
Au Portugal, il a publié des livres de poésie, de fiction (nouvelles et roman), des essais, deux journaux et un volume de mémoires, Um Rapaz a Arder (2013).
L’inventaire et l’appréciation qu’il a ainsi réalisés de la poésie portugaise des années 1980 à 1990 font de ses recensions critiques une référence obligatoire pour tous ceux qui s’intéressent à ce domaine. Dans Fractura (2003), un essai sur la condition homosexuelle dans la littérature portugaise contemporaine, il signale des représentations de l'homosexualité[Quoi ?] nationale dans une perspective qui n'écarte pas la négociation de l'identité.
Ses poèmes sont traduits en anglais, français, espagnol, italien et hébreu. Il est représenté dans plusieurs anthologies de poésie portugaise contemporaine[Lesquels ?].
En plus de l'histoire Le stratagème, publiée dans un volume collectif (2008), il a publié plusieurs contes dans le magazine Egoísta. Il a participé à des réunions d'écrivains, à des séminaires et à des festivals de poésie au Portugal, Espagne, France (Salon du Livre, Paris, 2002), Italie, Grèce et Colombie. Il a collaboré et collabore à plusieurs publications littéraires.
À partir de 2005, il maintient le blog Da Literatura.
Il habitait à Lisbonne.

### Vie personnelle
En juillet 2010, Eduardo Pitta épouse Jorge Neves, son compagnon depuis 1972.

### Mort
Eduardo Pitta meurt des suites d'un AVC le 25 juillet 2023 à l'âge de 73 ans.

## Œuvre

### Poésie
- 1974 Sílaba a Sílaba
- 1979 Um Cão de Angústia Progride
- 1983 A Linguagem da Desordem
- 1984 Olhos Calcinados
- 1988 Archote Glaciar
- 1991 Arbítrio
- 1999 Marcas de Água
- 2004 Poesia Escolhida
- 2011 Y si Todo, de Repente? / Anthologie publiée en Espagne
- 2011 Desobediência

### Fiction
- 2000 Persona, contes, 2007 édition révisée.
- 2007 Cidade Proibida, roman
- 2021 Devastação, contes

### Essai et critique
- 2002 Comenda de Fogo
- 2003 Fractura
- 2004 Metal Fundente
- 2007 Intriga em Família
- 2010 Aula de Poesia
- 2014 Pompas Fúnebres

### Autobiographie
- 2005 Os Dias de Veneza
- 2013 Cadernos Italianos
- 2013 Um Rapaz a Arder

### Éditions
- 2008 Canções e Outros Poemas, António Botto.
- 2008 Fátima, António Botto.
- 2018 Poesia, António Botto, poésie complète.